# Taffy
Taffy, pseudonimo di Katherine Quaye (Deptford, 3 ottobre 1963), è una cantante, showgirl ed ex modella britannica.
Conosciuta prevalentemente in Italia, è stata scoperta da Claudio Cecchetto, che la lanciò come esponente dell'italodisco insieme ad altri artisti come la connazionale Tracy Spencer e Sandy Marton, facendola diventare popolare per tutti gli anni ottanta.

## Biografia
Dopo una carriera da modella e valletta in tv dove ha affiancato Sandra Mondaini e Raimondo Vianello nello show Io e la Befana , viene scoperta negli anni ottanta da Claudio Cecchetto per il quale inciderà il 45 giri I Love My Radio  (Midnight Radio) che in Italia raggiunse il quinto posto delle classifiche ed il sesto in quella inglese ed americana
Oltre a I Love My Radio (Midnight Radio), i brani più ricordati di questa cantante furono Walk Into The Daylight, che fu la prima sigla di Deejay Television su Italia 1 e Once More con cui vinse Azzurro 1986 come membro della squadra dei Delfini insieme a Sandy Marton, Tracy Spencer e Via Verdi.
Insieme a Tracy Spencer è stata una delle coriste che accompagnavano Sandy Marton nelle sue esibizioni al Festivalbar. Dopo aver inciso per diverse etichette, fra cui la Phoenix della Targa Italiana / Saar, passò al gruppo dell'Ibiza Records, etichetta prodotta dallo stesso Cecchetto.
Dopo il successo in Inghilterra della canzone I Love My Radio si trasferisce a Londra e firma un nuovo contratto discografico con la Mute Records.
Nel 1987 figura tra i coristi della cover Let it be incisa da Paul McCartney con il supergruppo Ferry Aid.

## Discografia

### Singoli
- 1977 - Ooh, I Want You / Living In Dream (come Taffy Quay)
- 1978 - Ragazzo Ribelle / Giorno Di Festa (come Taffy Quay)
- 1982 - White & Black / I'm Jealous Of Tom
- 1984 - Walk Into The Daylight
- 1985 - I Love My Radio (Midnight Radio)
- 1986 - Once More
- 1987 - Step By Step / Whose?
- 1988 - If You Feel It / V.I.P.